# Pavel Kouba (fotbalista)
Pavel Kouba (1. září 1938, Kladno – 13. září 1993, Tábor) byl český fotbalový brankář, československý reprezentant, držitel stříbrné medaile z mistrovství světa v Chile roku 1962. Jeho syn Petr Kouba se stal rovněž fotbalovým brankářem, vicemistrem Evropy roku 1996.

## Fotbalová kariéra
Za československou reprezentaci odehrál 3 zápasy (přátelská utkání proti Jugoslávii, Bulharsku a Rakousku v roce 1963), ani v jednom zápase neinkasoval. Jako náhradní gólman se též zúčastnil mistrovství světa v Chile, kde tehdejší Československo skončilo na 2. místě, ale do vlastních bojů přímo nezasáhl.
Ligovou kariéru začal v Dukle Praha roku 1958 a nastupoval za ni až do roku 1965. V letech 1965 – 1969 pak hrál ve Spartě Praha. V československé lize odchytal celkem 174 utkání. Kariéru ukončil ve francouzském AS Angoulême (dnes Angoulême CFC), kde odchytal 82 utkání v nejvyšší francouzské soutěži. V Poháru mistrů evropských zemi nastoupil ve 21 utkáních a v Poháru UEFA ve 3 utkáních. U fotbalu zůstal jako vedoucí organizačního oddělení Českomoravského fotbalového svazu a chytal za staré internacionály. Při utkání v Sezimově Ústí ho postihla v prvním poločase nevolnost a přes lékařskou pomoc ke konci utkání v kabině zemřel.
V Dukle získal 4 mistrovské tituly (1961, 1962, 1963, 1964), ve Spartě jeden titul (1965). S Duklou vyhrál i Československý pohár (1961).

## Ligová bilance
| Ročník                                   | Zápasy | Góly | Klub         |
| ---------------------------------------- | ------ | ---- | ------------ |
| 1. československá fotbalová liga 1958/59 | -      | 0    | Dukla Praha  |
| 1. československá fotbalová liga 1959/60 | -      | 0    | Dukla Praha  |
| 1. československá fotbalová liga 1960/61 | 15     | 0    | Dukla Praha  |
| 1. československá fotbalová liga 1961/62 | 26     | 0    | Dukla Praha  |
| 1. československá fotbalová liga 1962/63 | 17     | 0    | Dukla Praha  |
| 1. československá fotbalová liga 1963/64 | 21     | 0    | Dukla Praha  |
| 1. československá fotbalová liga 1964/65 | 22     | 0    | Dukla Praha  |
| 1. československá fotbalová liga 1965/66 | 13     | 0    | Sparta Praha |
| 1. československá fotbalová liga 1966/67 | 6      | 0    | Sparta Praha |
| 1. československá fotbalová liga 1967/68 | 13     | 0    | Sparta Praha |
| 1. československá fotbalová liga 1968/69 | 12     | 0    | Sparta Praha |
| Ligue 1 1969/70                          | 16     | 0    | AS Angoulême |
| Ligue 1 1970/71                          | 38     | 0    | AS Angoulême |
| Ligue 1 1971/72                          | 29     | 0    | AS Angoulême |
| CELKEM 1. československá liga            | 174    | 0    |              |